# Demagnetizzazione
La demagnetizzazione è il procedimento con il quale si elimina la carica magnetica da un oggetto, sia di natura metallica ferrosa che di altra natura; Il procedimento è usato, ad esempio, per la creazione di acciaio amagnetico, come anche sullo scafo di una nave, per renderla meno individuabile da mine magnetiche.
L'operazione può essere inoltre effettuata sullo schermo a raggi catodici di un computer o di un televisore, per eliminare le macchie di colore introdotte da perturbazioni magnetiche, causate ad esempio dall'avvicinamento allo schermo di diffusori acustici, i quali dispongono di grossi magneti permanenti al loro interno. Le ultime generazioni di televisori e monitor a tubo catodico dispongono di un de-magnetizzatore automatico fisso montato esternamente al tubo catodico, comandato da un apposito temporizzatore termico (PTC) che mette in funzione il demagnetizzatore ad ogni accensione, o anche a comando, nei monitor per computer con un apposito comando eseguibile da menù (degauss). Le generazioni più vecchie di CRT, non disponendo della bobina di demagnetizzazione integrata, dovevano essere degaussati manualmente, utilizzando una spira circolare percorsa da corrente alternata. Questa bobina veniva avvicinata spenta allo schermo, poi veniva accesa e lentamente allontanata in un unico movimento omogeneo e controllato, diversi passaggi potevano essere necessari. 
Per questo motivo, i diffusori costruiti per essere utilizzati nei televisori a colori a tubo catodico erano provvisti di un apposito schermo anti magnetico, e tale tecnica permane anche nella costruzione dei monitor audio per studi di registrazione, a suo tempo adottata per evitare la formazione delle citate macchie di colore su eventuali televisori presenti in studio (specialmente negli studi di doppiaggio) e per evitare la contaminazione magnetica (cancellazione accidentale dei nastri registrati). 
Un altro impiego della de-magnetizzazione nel campo audio è quello della manutenzione periodica dei registratori analogici, sia a nastro in bobine, che a cassette. Lo scorrimento del nastro sulle testine e sulle parti metalliche degli apparecchi a lungo andare aumenta in magnetismo residuo di tali parti metalliche, che ha come conseguenza il peggioramenti dei parametri di risposta in frequenza e Rapporto segnale/rumore. 
La prassi di normale manutenzione periodica include sia la pulizia del percorso del nastro che delle testine con alcool isopropilico o similari e la de-magnetizzazione con un apposito generatore portatile di campo magnetico alternato, (simile ad un saldatore a stilo di medie dimensioni) in grado di ridurre al minimo il magnetismo residuo delle masse metalliche. Tale operazione va condotta descrivendo movimenti circolari partendo da un raggio ampio e avvicinandosi man mano alle parti da de-magnetizzare riducendo il raggio per poi procedere all'esatto inverso. Avvicinare un de-magnetizzatore spento ad una testina magnetica e poi accenderlo può creare gravi danni alla testina magnetica e va assolutamente evitato.
Non è generalmente possibile eliminare del tutto il campo magnetico di un oggetto, cosicché il processo induce un piccolissimo campo "noto", a cui ci si riferisce col termine bias.

## La de-magnetizzazione nelle costruzioni navali
Il termine fu usato dalla prima volta dal (allora) Cmdr Charles F. Goodeve, RCNVR, durante la seconda guerra mondiale, mentre cercava di contrastare le mine magnetiche tedesche, che stavano devastando la flotta Britannica. Le mine individuavano l'incremento nel campo magnetico quando l'acciaio dello scafo delle navi concentrava su di esso il campo magnetico terrestre. Gli scienziati dell'Ammiraglio, compreso Goodeve, svilupparono una serie di sistemi per indurre un piccolo campo "A polo Nord in su" nelle navi per contrastare questo effetto, cosicché il campo magnetico complessivo fosse lo stesso dello "sfondo". Dal momento che i tedeschi usavano il Gauss come unità di misura dell'intensità del campo magnetico negli inneschi delle loro mine, Goodeve si riferì ai vari procedimenti di de-magnetizzazione con il termine degaussing, che divenne di uso comune.
Dopo lo studio di un esemplare da parte degli inglesi, le navi alleate vennero sottoposte alla procedura di degaussing, che consisteva nel sottoporre la nave ad intense correnti elettriche per ridurre il campo magnetico generato a livelli tali da non poter essere rilevata dalle mine. L'efficacia durava alcuni mesi dopo di che il processo andava ripetuto, ma il tasso di perdite calò drasticamente.